# Eternity Range
Die Eternity Range (englisch für Ewigkeitsgebirge, in Argentinien Cadena Eternidat, in Chile Cadena Eternity)  ist ein 45 km langer und bis zu 3239 m hoher Gebirgszug mit nordsüdlicher Ausrichtung inmitten des Palmerlands im Süden der Antarktischen Halbinsel. Sie ist in drei Gebirgsgruppen untergliedert, deren höchste Gipfel von Norden nach Süden Mount Faith, Mount Hope und Mount Charity sind.
Entdeckt und benannt wurde das Gebirge und die genannten Berge durch den US-amerikanischen Polarforscher Lincoln Ellsworth, der das Gebiet zwischen dem 21. und 23. November 1935 mehrfach überflog. Im November 1936 nahmen Teilnehmern der British Graham Land Expedition (1934–1937) unter der Leitung des australischen Polarforschers John Rymill Vermessungen des Gebirges vor. Rymill benannte den zentralen Gipfel als Mount Wakefield. Widersprüche im Vergleich der Angaben zwischen Ellsworth und Rymill verhinderten in der Folge eine eindeutige Zuordnung. Erst durch weitere Untersuchungen im Rahmen der US-amerikanischen Ronne Antarctic Research Expedition (1947–1948) und durch den Falkland Islands Dependencies Survey im Jahr 1960 sowie der Abgleich mit den früheren Berichten, Karten und Fotografien ließ sich das Gebiet um das hier beschriebene Gebirge eingrenzen. Rymills Benennung wurde aus Gründen historischer Kontinuität auf das nahegelegene Wakefield Highland übertragen.